# Frelsdorf
Frelsdorf is een voormalige gemeente in de Duitse deelstaat Nedersaksen. De gemeente maakte deel uit van de Samtgemeinde Beverstedt in het Landkreis Cuxhaven. Per 1 november 2011 werd de Samtgemeinde opgeheven. De deelnemende gemeenten verloren hun zelfstandigheid en gingen op in de nieuwe eenheidsgemeente Beverstedt.
- Gemeinsame Normdatei: 1079223940
- Virtual International Authority File: 124150005